# Man (Unix)
man és un programa dels sistemes Unix que es fa servir per a documentar altres programes. Per extensió, també es fa servir en els sistemes operatius basats en Unix com és ara el GNU/Linux. Aquest comandament es basa en groff.
Tot i ésser el sistema més emprat per a la documentació en sistemes Unix, resulta més útil el comandament info, que té funcionalitats (com és ara els enllaços) que fan més amigable el seu ús i permet consultar documentació relacionada.

## Funcionament
man és un comandament que es fa servir des de la consola o terminal. La majoria d'aplicacions estan documentades en un arxiu man accessible amb el comandament
```
man [nom de l'aplicació]
```

Per exemple, per saber com fer servir el comandament man cal escriure en la línia de comandament:
```
man man
```

i es mostrarà tota la documentació disponible.
Algunes aplicacions tenen la seva documentació distribuïda en seccions (vegeu més endavant); en aquest cas, s'indicarà les seccions disponibles amb missatges com man(1) i man(7) en el cas que hi hagi documentació del comandament man de les seccions 1 i 7. Per accedir a una secció concreta cal fer servir el comandament
```
man 3 printf
```

## Seccions
Els manuals estan dividits en vuit seccions numerades, organitzades (segons la funcionalitat del programa documentat) de la següent manera (en els sistemes operatius BSD, Unix i GNU/Linux):
| Secció | Descripció                                                                                  |
| ------ | ------------------------------------------------------------------------------------------- |
| 1      | Comandaments Generals                                                                       |
| 2      | Crides al sistema                                                                           |
| 3      | Biblioteques C de funcions                                                                  |
| 4      | Fitxers especials (fitxers de dispositius, localitzat a /dev) i controladors de dispositius |
| 5      | Formats de fitxers i convencions                                                            |
| 6      | Jocs i salvapantalles                                                                       |
| 7      | Divers                                                                                      |
| 8      | Comandes d'administració del sistema i dimonis                                              |

En alguns sistemes també estan disponibles les següents seccions:
| Secció | Descripció                                          |
| ------ | --------------------------------------------------- |
| 0      | Arxius de capçalera de la biblioteca estàndard de C |
| 9      | Rutines del Kernel                                  |
| n      | Tcl/Tk                                              |
| x      | X Window System                                     |

## Arxius man
Els arxius man són arxius de text que contenen la documentació sobre el programa. De manera semblant als arxius HTML, en aquests arxius es fan servir etiquetes (un llenguatge de marques) que el programa man fa servir per mostrar en pantalla el text.
Aquí teniu un exemple curt d'arxiu man:
```
.SH NAME
<< aquí el nom del programa>>
.SH SYNOPSIS 
<<Una descripció curta del programa>>
.SH "DESCRIPTION"
<<Una descripció més detallada del funcionament del programa<>
.SH OPTIONS
<<Opcions del programa (arguments que es posen a la línia d'ordres per engegar el programa>>
.SH USAGE
<<Descripció detallada de les funcionalitats del programa>>
.SH SEE ALSO
<<Informació addicional sobre el programa, com és ara la seva adreça web>>
.SH AUTHOR
<<Dades sobre els autors del programa>>

```

Les marques de llenguatge tenen l'estructura <<.comanda>>. Algunes de les comandes són:
- .SH text d'encapçalament crea una secció amb el text com encapçalament.
- .TP inicia una llista de codis d'error. En aquest cas, l'estructura és

```
.TP
.B <<codi de l'error>>
. I <<descripció de l'error>>

```

- Diverses comandes de format del text: .B, .R, .I i .S per negreta, roman, itàlica i petita. Poden combinar-se per obtenir negreta amb itàlica (.BI) o d'altres combinacions.

Una vegada redactat l'arxiu, es comprimeix en un arxiu .gz que és el que farà servir l'ordre man per mostrar la documentació en pantalla.
Hi ha programari que facilita la creació dels arxius man, com és ara help2man.